# Tarsiger hyperythrus
El ruiseñor pechirrufo (Tarsiger hyperythrus) es una especie de ave paseriforme de la familia Muscicapidae propia del Himalaya oriental y sus estribaciones.

## Distribución y hábitat
Se encuentra en la mitad oriental del Himalaya y sus estribaciones, distribuido por el noreste de la India, Bangladés, Nepal, Bután, el suroeste de China y el norte de Birmania. Su hábitat natural son los matorrales de alta montaña.